# Rudolf Lifczicz
Rudolf Lifczicz (29. března 1911 Fryštát – 17. dubna 1941 Kelpen-Oler) byl český palubní střelec 311. československé bombardovací perutě a oběť druhé světové války.

## Život

### Před druhou světovou válkou
Rudolf Lifczicz se narodil 29. března 1911 ve Fryštátu, kde posléze i žil. Po vystudování právnické fakulty pracoval v advokátní kanceláři v Ostravě.

### Druhá světová válka
Po německé okupaci v březnu 1939 opustil Rudolf Lifczicz ilegálně Protektorát Čechy a Morava a přes Balkánský poloostrov se dostal do Marseille, kde se 3. února 1940 prezentoval u československé zahraniční jednotky vznikající ve Francii. Po pádu Francie v červnu 1940 se evakuoval do Spojeného království. Zde vstoupil do Royal Air Force a absolvoval kurz pro palubní střelce. V prosinci 1940 byl zařazen k 311. československé bombardovací peruti a jako zadní střelec byl přičleněn k posádce bombardéru Františka Kráčmera. Dne 17. dubna 1941 nastoupil k operačnímu letu nad Kolína nad Rýnem. Jeho stroj Vickers Wellington Mk.IC R1599 KX-J během návratu z bombardování zachycen světlomety a následně sestřelen německým leteckým esem Wernerem Streibem létajícím na Messerschmittu Bf 110. Letoun se zřítil tři kilometry od nizozemské obce Kelpen, nikdo z posádky nepřežil. Rudolf Lifczicz byl společně s ostatními pohřben ve Venlo, později byly ostatky přeneseny na válečný hřbitov Jonkerbos v Nijmegenu. Dosáhl hodnosti četaře.

## Posmrtná ocenění
- Rudolfu Lifcziczovi byl in memoriam udělen Československý válečný kříž 1939 a Československá medaile Za chrabrost před nepřítelem
- Rudolf Lifczicz byl in memoriam povýšen do hodnosti podplukovníka